# Martin Forstner
Martin Forstner (* 23. August 1940 in Nürnberg) ist ein deutscher Orientalist.

## Leben
Von 1960 bis 1968 studierte Forstner Islamische Philologie, Ethnologie und  Afrikanistik in Erlangen, Wien, Köln und Mainz. 1961 wurde er Mitglied des Corps Bavaria Erlangen. 1968 zum Dr. phil. promoviert, wurde er Assistent und Assistenzprofessor an der Johannes Gutenberg-Universität Mainz. Seit 1975 habilitierter Privatdozent, wurde er 1993  auf den Lehrstuhl für Arabistik und Arabo-Translatologie berufen.

## Gastprofessuren
- Universität Tunis (1986, 1988)
- Universität Algier (1987, 1991)

## Mitgliedschaften
- Deutsche Morgenländische Gesellschaft
- Deutsche Arbeitsgemeinschaft Vorderer Orient
- Union Européenne des Arabisants et Islamisants
- European Society of Translation Studies
- Société Internationale des Historiens de la Méditerranée (Perrugia)
- Society for the Law of the Eastern Churches (Wien)
- Deutsche Vereinigung für Religionsgeschichte (Berlin)

## Ehrenämter
- Vizepräsident der Conférence Internationale des Instituts Universitaires de Traducteurs et Interprètes (CIUTI) (1992–1996)
- Präsident der CIUTI (1996–2006)
- Generalsekretär der CIUTI (seit 2006)

## Werke
- Marktorientierte Translationsausbildung. Lang, Bern 2004
- Regards sur les aspects culturels de la communication. Lang, Bern 2006
- Sprachen in einer sich ändernden Welt. Lang, Bern 2008